# 西川真帆
西川　真帆（にしかわ　まほ、1992年6月15日 - ）は、和歌山県御坊市出身の、日本の柔道選手である。階級は63kg級。身長169cm。段位は弐段。組み手は右組み。得意技は大外刈。

## 経歴
柔道は5歳の時に日高柔道教室で始めた。御坊中学3年の時に全国中学校柔道大会57kg級に出場するが初戦で敗れた。紀央館高校2年の時に全国高校選手権の63kg級で5位になった。3年のインターハイでは初戦で高岡龍谷高校2年の佐野賀世子に内股で敗れた。2011年に龍谷大学へ進むと結果を出し始め、1年の時に学生体重別で3位となった。3年の時には優勝を果たした。4年の時には選抜体重別で3位になった。東アジア選手権では個人戦、団体戦ともに優勝を飾った。さらに、グランドスラム・東京でも3位となった。2015年には大学を卒業して了徳寺学園の所属となった。選抜体重別では準決勝でコマツの田代未来に指導2で敗れて3位だった。アジア選手権の個人戦では決勝でモンゴルの選手に敗れて2位だったが、団体戦では優勝を飾った。
2016年4月の選抜体重別と7月のグランプリ・ウランバートルでは3位だった。その後引退すると、了徳寺学園医療専門学校の事務員となった。2019年には1年先輩の西山雄希と結婚して西山姓になった。

## 戦績
- 2010年 -　全国高校選手権 5位
- 2011年 -　学生体重別　3位
- 2012年 -　学生体重別　5位
- 2013年 -　学生体重別　優勝
- 2013年 -　講道館杯　5位
- 2014年 -　選抜体重別　3位
- 2014年 -　東アジア選手権　個人戦　優勝　団体戦　優勝
- 2014年 -　講道館杯　5位
- 2014年 -　グランドスラム・東京　3位
- 2015年 -　選抜体重別　3位
- 2015年 -　アジア選手権　個人戦　2位　団体戦　優勝
- 2016年 -　選抜体重別　3位
- 2016年 - グランプリ・ウランバートル 3位

(出典、JudoInside.com)